# Vindula hainana
Vindula hainana är en fjärilsart som beskrevs av Holland 1887. Vindula hainana ingår i släktet Vindula och familjen praktfjärilar. Inga underarter finns listade i Catalogue of Life.